# Hamza El Kaouakibi
Hamza El Kaouakibi (in arabo حمزة الكواكبي‎?; Bentivoglio, 22 maggio 1998) è un calciatore marocchino con cittadinanza italiana, difensore del Südtirol.

## Biografia
È nato a Bentivoglio, in provincia di Bologna, dove si erano stabiliti da tempo i genitori, entrambi marocchini.

## Caratteristiche tecniche
Terzino destro dotato di un ottimo fisico, abile in fase di spinta, può essere schierato anche come centrale; ha iniziato a giocare a calcio come attaccante, prima di essere arretrato di ruolo ai tempi del settore giovanile del Bologna. Ha dichiarato di ispirarsi ad Adam Masina.

## Carriera

### Club
Cresciuto nel settore giovanile del Bologna
, il 31 agosto 2018 viene ceduto in prestito alla Pistoiese, con cui inizia la carriera professionistica. Dopo aver disputato un'ottima stagione a livello individuale, il 26 luglio 2019 si trasferisce al Piacenza; poco impiegato nella prima parte di stagione, il 16 gennaio 2020 passa, sempre a titolo temporaneo, alla Pianese. L'11 agosto seguente viene ceduto in prestito al Südtirol; il 3 agosto 2021 si trasferisce a titolo definitivo al Pordenone, con cui firma un triennale. Colleziona 25 presenze nel campionato 2021-2022, concluso con la retrocessione dei ramarri in Serie C. El Kaouakibi resta comunque nella serie cadetta perché il 14 luglio 2022 viene acquistato dal Benevento: qui è meno impiegato (13 presenze) e va incontro alla seconda retrocessione consecutiva. 
Inizialmente riconfermato dai campani per il campionato di Serie C 2023-2024, gioca 20 partite prima di tornare in Serie B nel successivo mercato di riparazione invernale. Il 26 gennaio passa in prestito con obbligo di riscatto al Südtirol, facendo ritorno dopo tre anni al club biancorosso. Nella formazione altoatesina disputa 7 partite: il 1º maggio 2024 segna il goal del definitivo 4-3 nella partita contro la Ternana che vale la matematica salvezza dei biancorossi. Viene riconfermato per il successivo campionato di Serie B 2024-2025.

### Nazionale
In virtù del doppio passaporto, italiano e marocchino, ha scelto di rappresentare la nazionale africana con cui ha disputato 4 partite con la maglia della Nazionale Under 20.

## Statistiche

### Presenze e reti nei club
Statistiche aggiornate al 14 maggio 2025.
| Stagione         | Squadra          | Campionato       | Campionato | Campionato | Coppe nazionali | Coppe nazionali | Coppe nazionali | Coppe continentali | Coppe continentali | Coppe continentali | Altre coppe | Altre coppe | Altre coppe | Totale | Totale |
| Stagione         | Squadra          | Comp             | Pres       | Reti       | Comp            | Pres            | Reti            | Comp               | Pres               | Reti               | Comp        | Pres        | Reti        | Pres   | Reti   |
| ---------------- | ---------------- | ---------------- | ---------- | ---------- | --------------- | --------------- | --------------- | ------------------ | ------------------ | ------------------ | ----------- | ----------- | ----------- | ------ | ------ |
| 2018-2019        | Pistoiese        | C                | 30         | 3          | CI-C            | 1               | 0               | -                  | -                  | -                  | -           | -           | -           | 31     | 3      |
| 2019-gen. 2020   | Piacenza         | C                | 6          | 0          | CI-C            | 3               | 0               | -                  | -                  | -                  | -           | -           | -           | 9      | 0      |
| gen.-giu. 2020   | Pianese          | C                | 6+2        | 0          | CI-C            | -               | -               | -                  | -                  | -                  | -           | -           | -           | 8      | 0      |
| 2020-2021        | Südtirol         | C                | 30         | 2          | CI              | 2               | 0               | -                  | -                  | -                  | -           | -           | -           | 32     | 2      |
| 2021-2022        | Pordenone        | B                | 25         | 0          | CI              | 0               | 0               | -                  | -                  | -                  | -           | -           | -           | 25     | 0      |
| 2022-2023        | Benevento        | B                | 13         | 0          | CI              | 0               | 0               | -                  | -                  | -                  | -           | -           | -           | 13     | 0      |
| 2023-gen. 2024   | Benevento        | C                | 20         | 0          | CI-C            | 0               | 0               | -                  | -                  | -                  | -           | -           | -           | 20     | 0      |
| Totale Benevento | Totale Benevento | Totale Benevento | 33         | 0          |                 | 0               | 0               |                    | -                  | -                  |             | -           | -           | 33     | 0      |
| gen.-giu. 2024   | Südtirol         | B                | 7          | 1          | CI              | -               | -               | -                  | -                  | -                  | -           | -           | -           | 7      | 1      |
| 2024-2025        | Südtirol         | B                | 20         | 1          | CI              | 0               | 0               | -                  | -                  | -                  | -           | -           | -           | 20     | 0      |
| Totale Südtirol  | Totale Südtirol  | Totale Südtirol  | 57         | 4          |                 | 2               | 0               |                    | -                  | -                  |             | -           | -           | 59     | 3      |
| Totale carriera  | Totale carriera  | Totale carriera  | 157+2      | 7          |                 | 6               | 0               |                    | -                  | -                  |             | -           | -           | 165    | 6      |